# Cohete arcjet
Un cohete arcjet o propulsor arcject es una forma de retropulsión espacial eléctrica, en la cual una descarga eléctrica (arco) es creada en un flujo de propelente  (típicamente hidracina, o amoníaco). Esto imparte energía adicional al propelente, de esta forma, se pueda extraer más impulso por cada kilogramo de propelente, a expensas de un mayor consumo de energía y usualmente un costo más alto. Los niveles de empuje típicos de los motores arcjet son muy bajos en comparación con los motores químicos.
Cuando la energía está disponible, los arcjet son adecuados para mantener las estaciones en órbita, reemplazando los cohetes monopropelentes.
Los motores arcjet de la serie MR-510 de Aerojet, son utilizados actualmente en los satélites A2100 de Lockheed Martin, usando hidracina como propelente, proveyendo más de 585 segundos de impulso específico promedio (a 2 kW). En Alemania, investigadores del Instituto de Sistemas de Aviación Espacial, de la Universidad de Stuttgart, han estado estudiando durante años superar estas limitaciones y han desarrollado varios motores arcjet, basados en hidrógeno, con una potencia de salida de 1-100 kW. El hidrógeno caliente alcanza velocidades de salida de 16 km por segundo. Un satélite de prueba impulsado mediante el principio arcjet, denominado Baden-Württemberg 1 (BW1), está programado para ser lanzado a la Luna. El  Baden-Württemberg 1 usará como propelente politetrafluoroetileno PTFE.